# Digitaria argillacea
Digitaria argillacea är en gräsart som först beskrevs av Albert Spear Hitchcock och Mary Agnes Chase, och fick sitt nu gällande namn av Merritt Lyndon Fernald. Digitaria argillacea ingår i släktet fingerhirser, och familjen gräs. Inga underarter finns listade i Catalogue of Life.